# محمد حسن الهی فر

محمدحسن الهی‌فر (زادهٔ ۱۳۳۸ در تهران) روحانی و استاد اخلاق، نویسنده و سخنران اهل ایران است. او در حوزهٔ علمیهٔ قم تدریس می‌کند و در مباحث اخلاق اسلامی شناخته شده‌است.

## زندگینامه و تحصیلات
محمدحسن الهی‌فر در سال ۱۳۳۸ در تهران متولد شد. وی تحصیلات حوزوی را تا سطح دروس خارج فقه و اصول ادامه داده و به‌عنوان مدرس در حوزهٔ علمیهٔ قم فعالیت داشته‌است.

## استادان و تبار علمی
در مسیر تحصیل الهی‌فر، چندین استاد معاصر تدریس کرده‌اند که از جملهٔ آن‌ها می‌توان به محمدتقی بهجت، میرزا جواد تبریزی، موسی شبیری زنجانی، حسین وحید خراسانی، محمد فاضل لنکرانی، عبدالکریم حق‌شناس، روح‌الله بهاءالدینی و عزیزالله خوشوقت اشاره کرد.
در منابع آمده‌است که الهی‌فر سال‌ها شاگرد محمدتقی بهجت بوده و مدت نسبتاً طولانی (به نقل از منابع)، در محضر ایشان حضور داشته‌است. 

## جایگاه علمی
در منابع خبری و رسانه‌ای از او با عنوان‌های رسمی ناظر به سمت و موقعیت علمی نام برده شده‌است. برای نمونه پوشش خبری دربارهٔ سخنرانی‌ها و مباحث وی در خبرگزاری رسا و ایکنا منتشر شده‌است. 

## فعالیت‌ها
فعالیت‌های الهی‌فر در سه حوزهٔ اصلی تدریس، تبلیغ و تألیف متمرکز است.

### تدریس و پژوهش
الهی‌فر به‌عنوان مدرس و محقق در حوزهٔ علمیهٔ قم شناخته می‌شود و دروس خارج فقه و اصول را تدریس کرده‌است. حوزهٔ تخصصی او مباحث اخلاق اسلامی است.

### سخنرانی و تبلیغ
او از سخنرانان فعال در هیئت‌ها و محافل دینی است و جلسات منظمی داشته‌است؛ برای نمونه جلسات هفتگی در هیئت "حجت بن الحسن" (قم) و سخنرانی‌هایی در هیئت رزمندگان اسلام کرج گزارش شده‌است. سابقهٔ سخنرانی‌های عمومی وی به دهه‌های گذشته بازمی‌گردد و نمونهٔ ویدیویی از سخنرانی او در یادوارهٔ شهدا در سال ۱۳۷۸ موجود است. 

### حضور رسانه‌ای و فعالیت دیجیتال
الهی‌فر از رسانه‌های صوتی و دیجیتال برای نشر آموزه‌های خود استفاده کرده و بنا بر منابع سابقهٔ همکاری با رادیو معارف دارد. او وب‌سایت رسمی و کانال‌هایی در پیام‌رسان‌های ایرانی دارد که برخی مباحث و سخنرانی‌هایش را منتشر می‌کنند. 

## دیدگاه‌ها
آموزه‌های او عمدتاً بر اخلاق عملی و معنوی متمرکز است و در سخنرانی‌ها و نوشته‌هایش راهکارهای عملی برای زندگی دینی ارائه می‌دهد.
- تسلیم در برابر مقدرات: پذیرش مقدرات الهی همراه با صبر و دعا در مواجهه با مشکلات. [۵]
- سخاوت و بخل: تأکید بر اهمیت سخاوت و نقد بخل به‌عنوان خصلتی منفی. [۴]
- آداب معنوی روزانه: توصیه به اعمال سادهٔ روزمره مانند استغفار، گفتن «بسم‌الله» قبل از امور، احترام به والدین، بیداری در بین‌الطلوعین و فرستادن صلوات. [۹][۱۰][۱۱]
- اخلاق اجتماعی: موضع محافظه‌کارانه دربارهٔ ارتباط با نامحرم و اجتناب از خلوت با نامحرم. [۹]

## آثار
محمدحسن الهی‌فر کتاب‌ها و مجموعه‌های صوتی‌ای در زمینهٔ اخلاق و معارف اسلامی منتشر کرده‌است.
| عنوان کتاب         | ناشر / سال           |
| ------------------ | -------------------- |
| بیان الهی          | وب‌سایت قدیریه        |
| باورهای الهی       | وب‌سایت قدیریه        |
| اسرار ماه رمضان    | وب‌سایت قدیریه        |
| راه خورشید (۲ جلد) | رادیو معارف          |
| قصد قربت           | رادیو معارف          |
| ادعیه الهیه        | انتشارات عالمه، ۱۳۹۵ |

## افتراق از افراد هم‌نام
- سید محمدحسن الهی طباطبایی (۱۲۸۵–۱۳۴۷ ش): عارف و فقیه — این شخص با فرد مورد این مقاله متفاوت است. [۱۳]
- محمدحسن الهی‌زاده : استاد دانشگاه، دانشیار گروه ادبیات و علوم انسانی دانشگاه بیرجند. [۱۴]